# Westport House

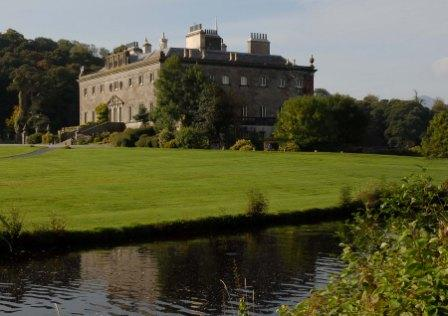
Westport House 2008

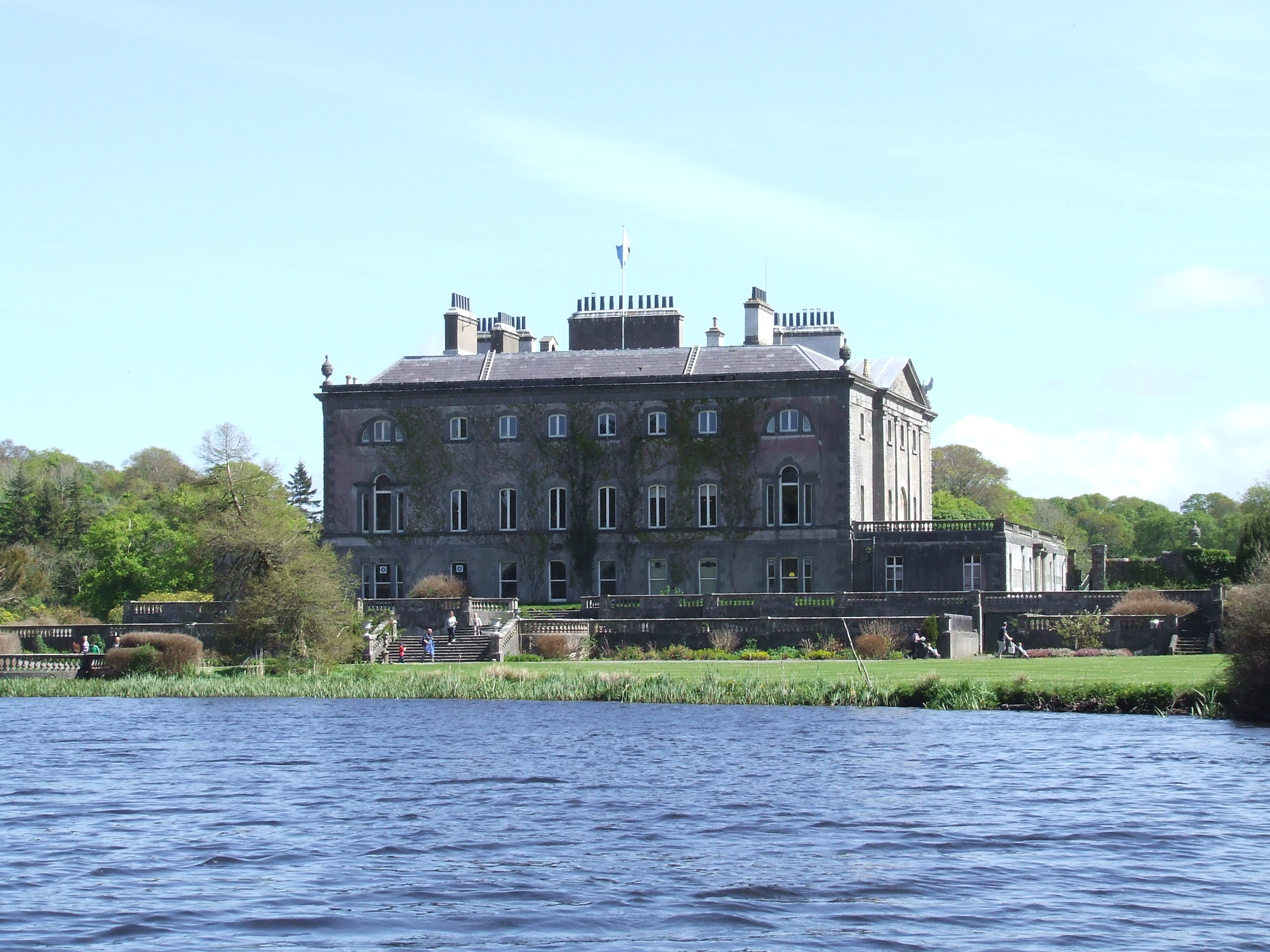
Westfassade vom See aus (Ostersonntag 2011)

Westport House ist ein Landhaus in Westport im irischen County Mayo. Die bekannte Touristenattraktion gehört der Familie Hughes, Eigentümerin einer Reihe von Geschäften im Westen Irlands. Bis Januar 2017 war das Haus der angestammte Sitz der Familie Browne, dessen Familienoberhaupt den Titel Marquess of Sligo trägt. Titel und Haus wurden 2014 getrennt, nachdem der 11. Marquess of Sligo verstorben war und das Anwesen seinen fünf Töchtern hinterlassen hatte. Seine Titel gingen an seinen Vetter ersten Grades, Sebastian Ulick Browne, einen Grundstücksmakler in Australien.

## Geschichte
Die Familie Browne ließ Westport House im 18. Jahrhundert anstelle der O’Malley-Burg errichten, deren Verlies und deren Kellerräume noch unterhalb des Herrenhauses erhalten sind. Architekt war Richard Cassels, der 1730 den Ostteil des Hauses, das zur Stadt zeigt, baute. Später übernahm James Wyatt, der die anderen drei Fassaden plante und baute, die das Haus zu einem Vierseitgebäude machen. Später wurde das Vierseitgebäude mit einer großen Treppe gefüllt. Nord- und Südflügel nach Plänen von Benjamin Wyatt wurden angebaut. Der Südflügel, der eine Bibliothek beherbergte, brannte bald danach wegen eines Defektes im Heizsystem nieder. Danach wurde er wieder aufgebaut.
Anfang des 19. Jahrhunderts wurde auf dem Anwesen ein Modellbauernhof mit Unterkünften für Haustiere und Futterstelle gebaut. Die Überreste eines alten Bootshauses sind zum Meer hin offen.
Colonel John Browne (1638–1711), der das ursprüngliche Westport House hatte bauen lassen, heiratete die ehrbare ‘’Maud Bourke’’, Tochter des 3. Viscount Mayo und Urenkelin von Grace O’Malley. Er war ein Katholik, der im Krieg der zwei Könige auf jakobitischer Seite kämpfte. Seine Nachfahren aber konvertierten zur etablierten Church of Ireland und gediehen wohl.
Nach dem Tod von Jeremy Browne, 11. Marquess of Sligo, im Juli 2014 fiel das Haus nach dem privaten Erbrecht, das das Parlament 1993 verabschiedet hatte, an seine fünf Töchter.
Westport House besitzt auch einen Pirate Adventure Park mit Piratenschiff, Piratentauchstelle, Minieisenbahn, Tretboote in Form weißer Schwäne, Kanonenkugelrutsche, Piratenbuden-Spielgelände im Haus, Folterkeller, Piratenspielplatz, Pitch & Putt, Fischteich, Gracys Bar und Café und einem großen Campingplatz im lichten Wald.
Das von den bekannten Architekten Richard Cassels und James Wyatt im 18. Jahrhundert geplante Haus liegt westlich des Shannon und gilt als eines von Irlands schönsten historischen Wohnhäusern, die öffentlich zugänglich sind. Es liegt in einem Park mit See, Terrassen und Gärten mit Blick auf die Clew Bay, den Atlantik, Acaill, Clare Island und Irlands Heiligen Berg, den Croagh Patrick. Die Erbauer und Besitzer, die Familie Browne, sind direkte Nachkommen der Piratenkönigin des 16. Jahrhunderts, Grace O’Malley.
Die Brownes verkauften Westport House am 17. Januar 2017 an die Familie Hughes, Geschäftsleute aus Westport, womit die jahrhundertelange Verbindung zwischen der Familie Browne und Westport House endete. Die Familie Hughes plant, 50 Mio. € in Restaurierungs- und Verbesserungsarbeiten am Haus zu stecken, was den Bau einer Unterkunft auf dem 180 Hektar großen Grundstück einschließt. Diese Investition wird der Stadt und der Grafschaft Mayo wirtschaftlichen Aufschwung bringen.

## National Asset Management Agency (NAMA) und Verkauf
2007 erhielt das private Anwesen einen Zuschuss von 1,314 Mio. € für Reparaturarbeiten an Westport House vom staatlichen Heritage Council.
Im Oktober 2015 kam heraus, dass das Anwesen Westport House wegen Schulden, die mit dem 152 Hektar großen Grundstück besichert waren, von der NAMA untersucht wurde, nicht aber das Haus für fast 10 Mio. €. Im Januar 2017 wurde Westport House an die Familie Hughes aus Westport verkauft.

## Verbindungen zur Sklaverei
Das Haus wurde für die Familie Browne errichtet, von der einige Mitglieder reiche Sklavenhalter und Plantagenbesitzer in Jamaika waren. Ein prominenter Sklavenhalter und Familienoberhaupt waren Howe Browne, 2. Marquess of Sligo und seine Gattin, Lady Hester Catherine de Burgh. Der 2. Marquess war 1834–1836 Gouverneur von Jamaika.
Eine Ausstellung in Westport House stellt den 2. Marquess of Sligo als „Champion der Sklaven“ dar, ein Vorschlag, den ein Geschichtswissenschaftler als „Übertreibung“ bezeichnet, und ausführt, dass „Browne von der Wiege bis zur Bahre von der Sklaverei profitiert hat und seine Sklaven nicht freigab, bis die Institution der Sklaverei durch ein Parlamentsgesetz abgeschafft wurde“, und dass der 2. Lord Sligo auch für den Verlust seiner Sklaven von der britischen Regierung einen erheblichen Kompensationsbetrag verlangt und auch erhalten hat.

## Die irische Piratenkönigin Grace O’Malley
Im 16. Jahrhundert war Grace O’Malley (auch Gráinne Ni Mháille oder Granuaile) eine berühmte „Piratenkönigin“ aus Connacht. Nach ihrem Tod stellte ein Bericht fest, dass sie 40 Jahre lang die Stütze aller Rebellionen im Westen gewesen sei. Sie war das Oberhaupt des O’Malley-Clans und beherrschte das Meer um County Mayo.
Auf dem Anwesen von Westport House wurde eine Bronzestatue von Grace O’Malley, gestaltet vom Bildhauer Michael Cooper, aufgestellt.
Das erste Haus wurde für Colonel John Browne, einen Jakobiten, der bei der Belagerung von Limerick dabei war, und seine Gattin Maude, eine Ururenkelin von Grace O’Malley, gebaut. Damals hatte das Haus noch keinen Stausee oder Staudamm; die Gezeiten stiegen und fielen gegen die Mauern.

## Beschreibung

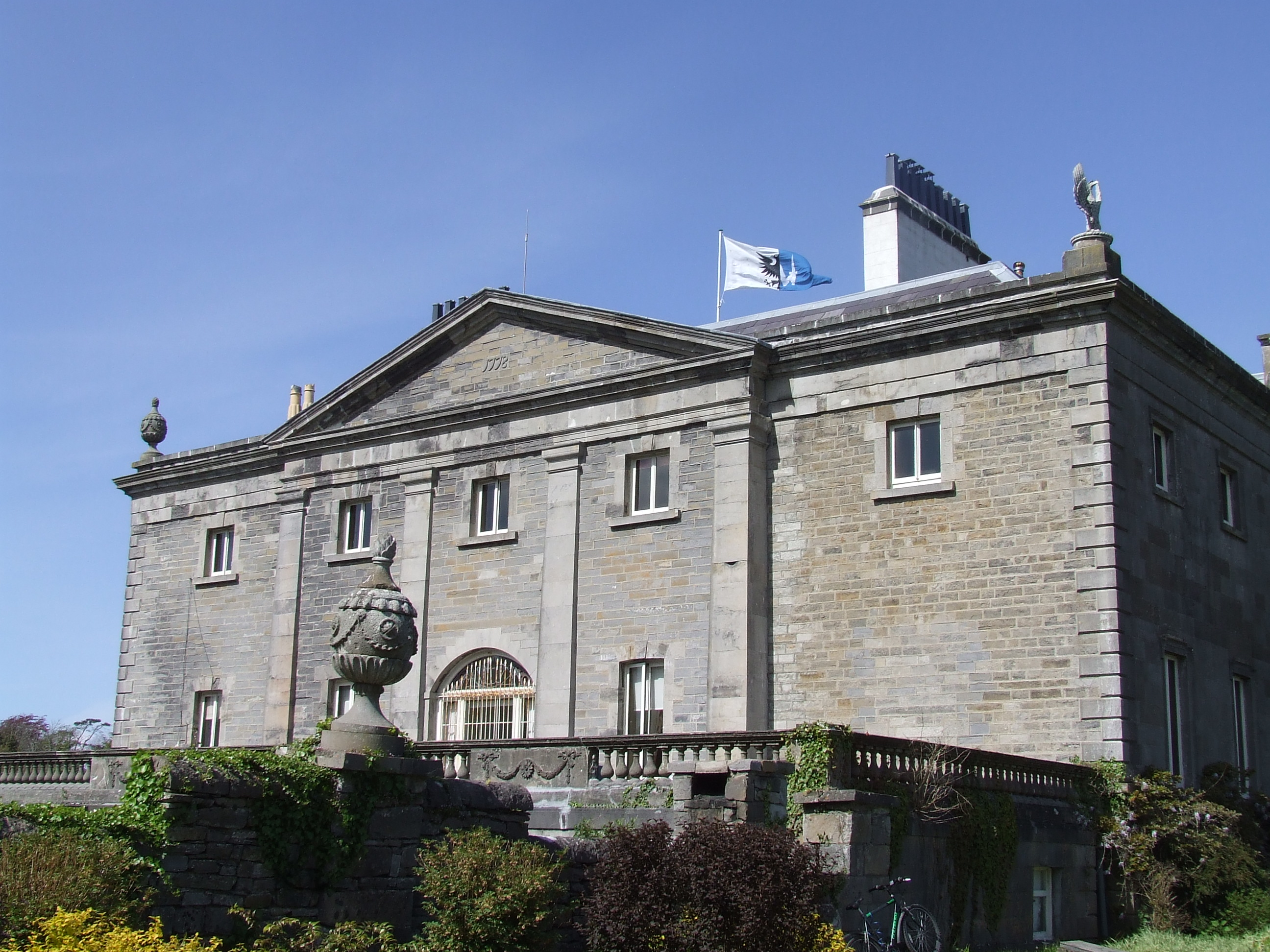
Südfassade, Ostersonntag 2011.
Man beachte die Jahreszahl 1778 in der Verdachung

Die Ostfassade des Hauses ließ Colonel John Brownes Enkel, John Browne, 1. Earl of Altamont, 1730 in ihrer heutigen Form errichten; er beauftragte damit den bekannten deutschen Architekten Richard Cassels. Sie ist aus dem schönsten Kalkstein des Steinbruchs südlich des Bauernhofes des Anwesens erbaut und wurde von geschulten Handwerkern ausgeführt. Richard Cassels entwarf auch Carton House, Haselwood House, Russborough House und Leinster House. Westport House wurde von James Wyatt, einem der großartigsten englischen Architekten, fertiggestellt; dieser hatte auch die Stadt Westport angelegt. Auf der Südfassade ist die Jahreszahl „1778“ angebracht. Innen zeugen viele der Decken, Friese und offene Kamine von Wyatts Können. Der große Speisesaal ist vielleicht das schönste erhaltene Beispiel seiner Arbeit. Die Türen sind aus Mahagoniholz, das die Familie von ihren Ländereien in Jamaika zurückgebracht hatte. Es sind eine Reihe originaler Wyatt-Zeichnungen ausgestellt zusammen mit solchen von seinem Sohn, Benjamin Wyatt, der auch einige Arbeiten im Haus ausgeführt hat.

## Kunst und Antiquitäten
Bemerkenswert an Westport House ist auch, dass es komplett mit Inhalt erhalten ist; die meisten Einrichtungsgegenstände haben eine lange Verbindung mit Irland. Unter den Gemälden befinden sich von Sir Joshua Reynolds gemalte Porträts des 1. Earls of Altamont, von Rt. Denis Browne, dem Bruder des 1. Marquess of Sligo und einem Mitglied von Grattans Parlament, sowie, gemalt von William Beechey, eines von Howe Peter Browne, dem 2. Marquess of Sligo, der vier Monate in einem englischen Gefängnis verbracht hatte, weil er britische Seeleute in Kriegszeiten bestochen hatte, sein Schiff, voll mit Antiquitäten von Griechenland, nach Westport zu bringen. Howe Peter Browne war ein Freund des britischen Königs Georg IV. und des Dichters Lord Byron. Dort gibt es auch ein Porträt von Earl Howe, Flottenadmiral und Vater der 1. Marquess of Sligo, gemalt von John Singleton Copley. Auch eine Sammlung von Landschaftsgemälden von James Arthur O’Connor gehört zu den Kunstwerken im Haus. Andere Künstler, wie Chalon, Barrett, Gibson, Opie, Brooks und Lavery, haben Werke zu dieser Sammlung beigesteuert.
Es gibt dort auch eine Sammlung von Wachsfiguren von Gens Display Figures, die den literarischen, künstlerischen und musischen Errungenschaften des westlichen Irland Tribut zollen, wie z. B. William Butler Yeats, Lady Gregory und Turlough O’Carolan.
Weitere Originalstücke, die in Westport House zu sehen sind, sind eine Sammlung alten englischen und irischen Silbers, zu denen einige irische „Kartoffel“- oder Geschirrringe gehören, eine Bibliothek mit vielen alten irischen Büchern sowie die Mayo Legion Flag, die „General Humbert“ nach Irland brachte, als er 1798 in das Land einfiel, und die seitdem in Westport House aufbewahrt wurde. Westport House war von General Humberts Truppen besetzt.

## Familie Browne
Die Geschichte von Westport House und der Familie Browne kann als Miniaturausführung der größeren und bisweilen turbulenten Geschichte ganz Irlands gelten. Jede Generation musste mit den vorherrschenden sozialen, politischen und religiösen Veränderungen ringen, auf die sie entlang ihres Weges trafen, und sich ihnen anpassen. Die Familie Browne blieb fast 300 Jahre lang, bis zum 17. Januar 2017, Eigentümer von Westport House.
Die Familie Browne kam im 16. Jahrhundert aus dem englischen Sussex in das County Mayo. Durch Heirat ihrer Töchter mit eingeborenen irischen Landbesitzern und durch Zukauf bauten sie ein kleines Anwesen bei The Neale auf. Als katholische Familie hatten sie Glück, dass ihre Ländereien in Connacht lagen und sie somit den berüchtigten Konfiszierungen von Oliver Cromwell entkamen.
Mit John Browne III. (1638–1711) begann die Verbindung mit Westport House. Der erfolgreiche Rechtsanwalt heiratete die wohllöbliche Maud Bourke, Tochter des 3. Viscount Mayo und Ururenkelin von Grace O’Malley. Browne konnte so seine Ländereien in County Mayo und County Galway um ein Vielfaches vergrößern; sie schlossen nun auch Cathair-na-Mart, eine ruinöse O’Malley-Festung an den Ufern der Clew Bay ein.
Bald aber war Brownes schönes Vermögen verloren, da Irland in das Chaos des Krieges der zwei Könige gestoßen wurde. Als Katholik unterstützte er die jakobitische Sache und wurde Colonel in der jakobitischen Armee. Aus den Eisenminen auf seinem Land bei Westport versorgte er die Armee mit Kanonenkugeln und Waffen. Die Niederlage der jakobitischen Armee bei den Schlachten von Aughrim und Limerick 1691 brachte ihm den finanziellen Ruin durch die folgenden Konfiszierungen. Als er 1711 starb, waren seine Ländereien auf die Ruine Cathair-na-Mart und einige Hundert Hektar drum herum geschrumpft. Die Penal Laws (Strafgesetze), die folgten, ließen seinem Enkel, John IV., keine andere Wahl, als zur vorherrschenden Religion zu konvertieren, in der Hoffnung, die Konfiszierungen und politischen Umwälzungen zu überleben.
Browne baute nach und nach das Familienvermögen wieder auf. Jung und ambitioniert, wie er war, begann er, seine Ländereien zu vergrößern und die alte O’Malley-Burgruine in das heutige Westport House umzuwandeln. Er ersetzte das alte Dorf Cathair-na-Mart durch die neue Stadt Westport, wo er eine prosperierende Leinenindustrie etablierte. Als exzellenter Landwirt verbesserte er die Fruchtbarkeit seiner Ländereien, die zum größten Teil von minderer Qualität waren. 1771 wurde er zum 1. Earl of Altamont erhoben. 1752 heiratete sein Sohn und späterer Erbe Peter die Erbin Elizabeth Kelly aus County Galway, deren Ländereien in Jamaika das Familienvermögen weiter vergrößerten.
John Browne, 3. Earl of Altamont, setzte die innovativen Landbearbeitungsmethoden seines Großvaters fort. Er ließ den See westlich von Westport House anlegen, Bäume pflanzen und beauftragte James Wyatt mit der Ausschmückung der langen Galerie und des Speisesaals im Haus. Er legte die heutigen Hauptstraßen der Stadt Westport aus und so tragen viele Straßen in der Stadt heute die Namen von Familienmitgliedern, so z. B. die Peter Street, die James Street, die Altamont Street und die John’s Row. Er gründete auch ein Theater am Octagon und ließ die Stadt Louisburgh erbauen. 1787 heiratete er Louisa Catherine, Tochter und Erbin des berühmten, englischen Earl Howe. Innerhalb seiner Lebensspanne kam es zu von den Franzosen inspirierten irischen Rebellion 1798. Durch die willkürlichen Handlungen von Denis Browne, seinem jüngeren Bruder, gegen die irischen Aufrührer (was ihm den Ruf des „schwarzen Schafes“ der Familie eintrug) wurde die Rebellion niedergeschlagen. Der 3. Lord Altamont wurde zum 1. Marquess of Sligo nach dem Act of Union 1800 erhoben. Er nahm nur selten an Parlamentssitzungen in London teil, sondern war eher zu Hause in Westport zufrieden.
Sein einziger Sohn, Howe Browne, 2. Marquess of Sligo, erbte das Anwesen 1809 im Alter von 21 Jahren. Er war extravagant und freigiebig und so erwarb er sich in jungen Jahren den Ruf eines „Regentenstutzers“. Er war ein Freund von Lord Byron, de Quincy und des Prinzregenten und reiste durch ganz Europa. Er führte Ausgrabungen in Mykene und fand die 3000 Jahre alten Säulen des Schatzes von Atreus. Um sie nach Westport zu bringen, heuerte er einige Seeleute von einem britischen Kriegsschiff ab und wurde dafür später zu vier Monaten Haft im Newgate-Gefängnis verurteilt. Er heiratete Lady Hester de Burgh, die Tochter des Earl of Clanricarde, hatte mit ihr 14 Kinder und ließ sich in Westport nieder. Der 2. Lord Sligo ließ an das Haus den Nord- und den Südflügel und die Bibliothek anbauen und beschaffte viele der Möbel, des Porzellangeschirrs, des Silbers und der Gemälde für das Haus. Er züchtete viele berühmte Rennpferde, sowohl in Westport als auch in Curragh. Eines dieser Pferde, „Waxy“, gewann das Derby. Ihm gehörten die letzten beiden irischen Wolfshunde. 1834 wurde er zum Gouverneur von Jamaika berufen und mit der schwierigen Aufgabe betraut, das „Apprenticeship System“ in einer Zeit vor der vollständigen Emanzipation der Sklaven zu überwachen. Er stieß auf großen Widerstand der Plantagenbesitzer und anderer wohlerworbener Interessen. Er war der Erste, der den Sklaven auf den jamaikanischen Plantagen seiner Familie gleiche Rechte wie den Weißen gewährte. Das erste „frie“ Dorf auf der Welt, Sligoville, wurde später nach ihm benannt. Er war liberal und war einer der wenigen irischen Angehörigen des Hochadels, die sich für die Gleichstellung der Katholiken einsetzten. Er starb 1845, als sich die Wolken der großen Hungersnot auf County Mayo senkten.
Sein Sohn, George Browne, 3. Marquess of Sligo, erbte ein schlimmes Vermächtnis. Der Westen Irlands war von der Hungersnot am schlimmsten betroffen. Westport House wurde geschlossen und, da keine Pachten mehr hereinkamen, musste sich der 3. Lord Sligo Geld borgen, wo er konnte; er gab £ 50.000 seines eigenen Geldes aus, um das Leiden der Pächter zu lindern. Er führte Schiffsladungen von Nahrungsmittel in den Hafen von Westport ein und subventionierte das örtliche Arbeitshaus, damals der einzige Zufluchtsort für die Mittellosen. Er schrieb unausgesetzt an die britische Regierung und forderte diese auf, mehr für die Opfer des Hungers zu tun. Er schrieb und veröffentlichte ein Pamphlet, in dem erstmals viele Reformen der wirtschaftlichen Zustände aufgezeigt wurden, die zur Hungersnot geführt hatten. 1854, als ihm der Order of St. Patrick angeboten wurde, eine Ehre, die auch seinem Vater und seinem Großvater zuteilgeworden war, schrieb der 3. Marquess, desillusioniert durch die britische Irland-Politik: „Ich habe kein Interesse an dieser Ehre!“.
John Browne folgte 1868 seinem Bruder als 4. Marquess of Sligo nach. Er musste mit den riesigen Umwälzungen zurechtkommen, die Ende des 19. und Anfang des 20. Jahrhunderts beim Landbesitz durchgeführt wurden. Vor allen Dingen war er Berufslandwirt, dessen Hauptaufgabe es war, ein reduziertes und fast bankrottes Anwesen in ein profitables zu verwandeln, und das nur durch Landwirtschaft. Diese Arbeit wurde auch vom 6. Marquess weitergeführt, der eine Sägemühle und eine Lachszucht hinzufügte und extensive Pflanzungen ausführte. Er ließ auch das Innere des Hauses modernisieren und die Italianate-Terrassen westlich davon schaffen.
Der zwangsweise Abverkauf des Haupteingangs des Hauses für den öffentlichen Wohnbau fiel in die Zeit des 8. Marquess; er änderte die historische Beziehung, die zwischen dem Haus und der Stadt Westport bestand.
1960 öffneten Denis Browne, 10. Marquess of Silgo, seine Gattin Jose und sein Sohn Jeremy (später Jeremy Browne, 11. Marquess of Sligo) Westport House und sein Anwesen für Besucher. In den folgenden Jahrzehnten entwickelten der 11. Marquess und seine Familie das Anwesen in eine große Touristenattraktion. 5000 Besucher waren es im ersten Jahr; heute sind es über 4 Mio. Besucher.

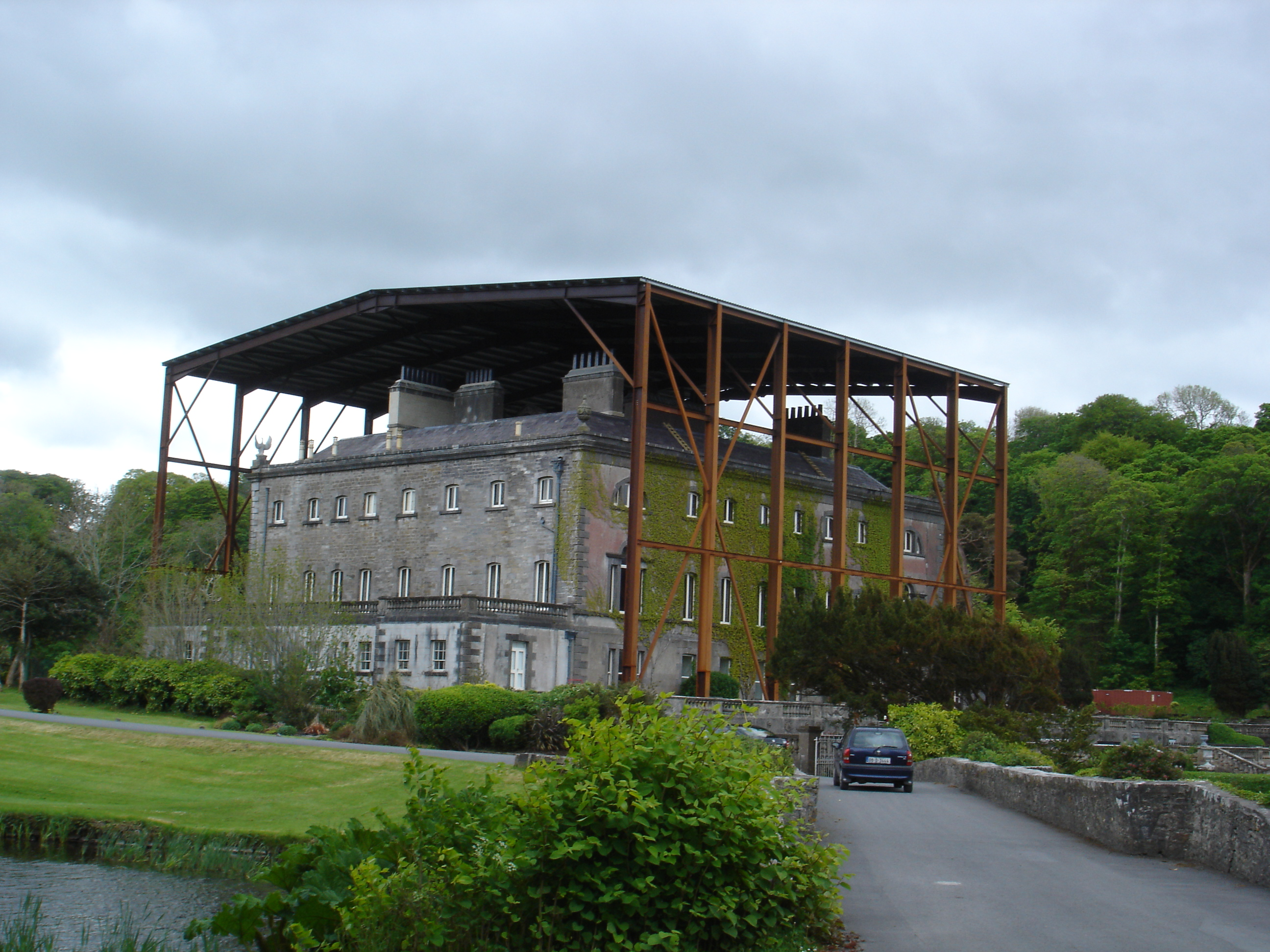
Westport House in Reparatur 2007

2016 brachte die Familie Browne Westport House widerstrebend auf den Markt und verkauften es am 17. Januar 2017 an die Familie Hughes, eine örtliche Gruppe von Geschäftsleuten, womit die langandauernde Verbindung zwischen den Brownes und Westport House endete. Die Familie Hughes hat sich verpflichtet, größere Investitionen in die Verbesserung der Einrichtungen und die Möglichkeit einer Expansion zu tätigen.

## Musik und Theater
Am 23. und 24. Juni 2012 fand das erste Westport Festival of Music and Performing Arts in Westport House statt. Einige der Künstler, die auftraten, waren Jools Holland, The Waterboys, Ryan Sheridan, Imelda May, Seasick Steve, Mundy und Royseven.
Am 26. und 27. August 2017 nutzte Aiken Promotions Westport House als einen von zwei Veranstaltungsorten für das erste Harvest Country Music Festival. Dort traten u. a. Miranda Lambert und Nathan Carter auf.